# Georgios Epitideios

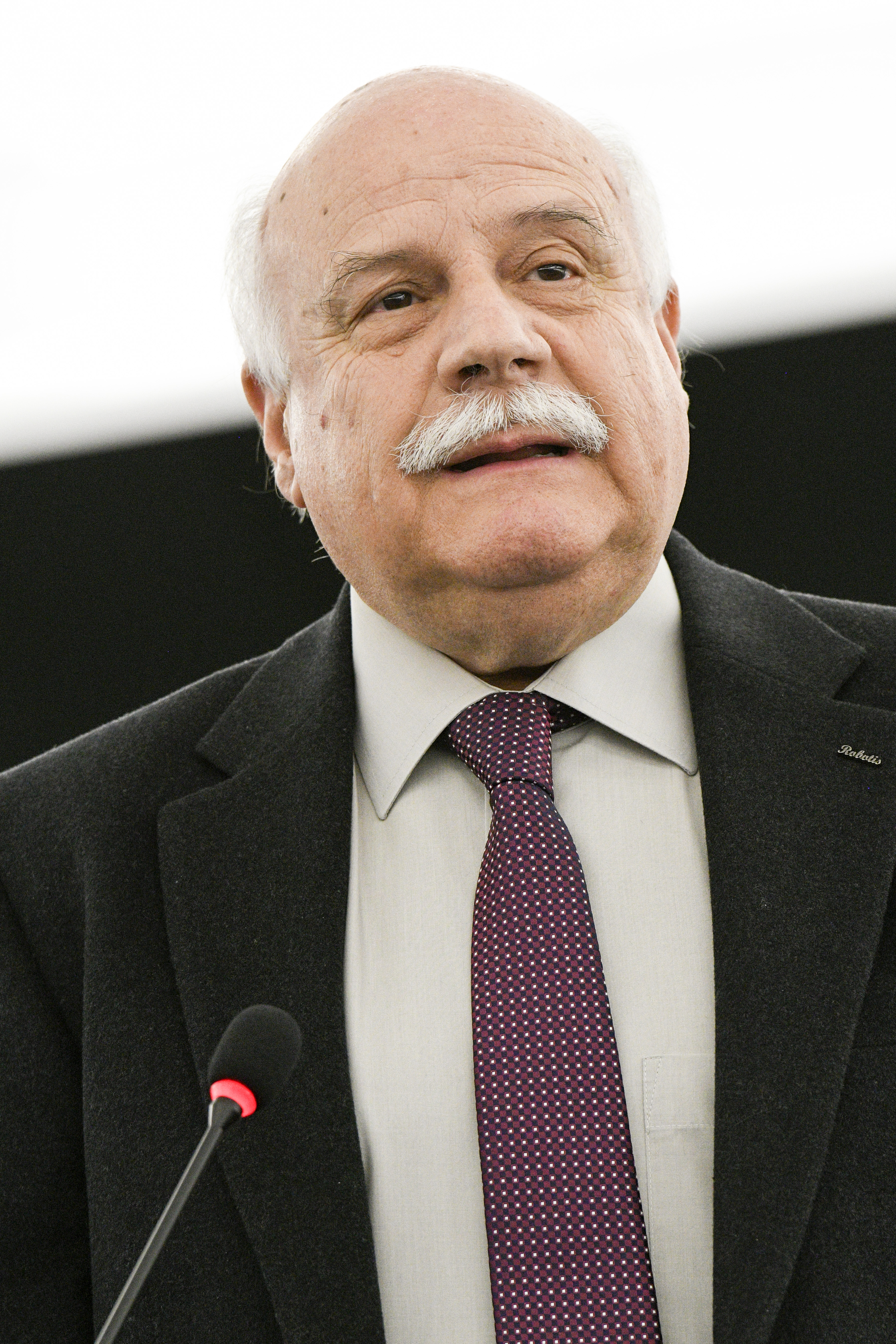
Georgios Epitideios, 2019

Georgios Epitideios (* 2. März 1953 in Athen) ist ein griechischer Politiker der Chrysi Avgi. Er ist seit 2014 Abgeordneter im Europäischen Parlament. Dort ist er Mitglied im Ausschuss für auswärtige Angelegenheiten und in der Delegation im Gemischten Parlamentarischen Ausschuss EU-Türkei.